# 高原一隆
高原 一隆（たかはら かずたか、1947年 - ）は、日本の経済学者。北海学園大学名誉教授。専門は経済政策・地域経済学。特に、産地と産業クラスターとの関係を研究。
博士（経済学）（立命館大学・論文博士・2001年）。大学紀要では「髙原一隆」と表記。

## 来歴
- 広島県東広島市生まれ。
- 1965年 修道高等学校卒業
- 1970年 愛媛大学文理学部（文科系）人文学乙・経済学専攻卒業
- 1978年
  - 立命館大学大学院社会学研究科応用社会学専攻博士課程単位取得
  - 立命館大学産業社会学部・京都府立大学短期大学部・橘女子大学で非常勤講師。
- 1981年 札幌商科大学商学部助教授
- 1984年 札幌学院大学商学部助教授
- 1988年 札幌学院大学商学部教授
- 1991年 札幌学院大学経済学部教授
- 1999年 広島大学総合科学部教授
- 2000年 広島大学大学院社会科学研究科教授を兼任。
- 2001年 立命館大学にて博士（経済学）の学位を取得。学位論文の題名は「地域システムと産業ネットワーク」[1]。
- 2003年 北海学園大学経済学部教授[2]。
- 2008年 北海学園大学開発研究所所長を併任。
- 2015年 北海学園大学定年退職。同名誉教授[3]。同経済学部非常勤講師（-2017年）。北海学園大学開発研究所特別研究員。

この他、札幌学院大学経済学部非常勤講師も務めた。

## 著書
- 増田洋と共編『地域問題の経済分析 : 転機にたつ北洋漁業基地・根室市の場合』（大明堂、1986年）
- 黒柳俊雄編『開発と自立の地域戦略 : 北海道活性化への道』（分担執筆、中央経済社、1997年）
- 『地域システムと産業ネットワーク』(法律文化社、1999年)
- 鯵坂学と共編『地方都市の比較研究』（法律文化社、1999年）
- 宮本憲一、佐々木雅幸編『沖縄21世紀への挑戦』（分担執筆、岩波書店、2000年）
- 仲村政文、伊東維年、蔦川正義共編『地域ルネッサンスとネットワーク』（分担執筆、ミネルヴァ書房、2005年）
- 中村剛治郎編『地域の活力を日本の力に―新時代の地域経済学』（分担執筆、全国信用金庫協会、2005年）
- 『ネットワークの地域経済学―小さな会社のネットワークが知域をつくる』（法律文化社、2008年）
- 『地域構造の多様性と内発的発展 : 北海道の地域分析』（日本経済評論社、2014年）